# Grablegung Christi (Bildtypus)

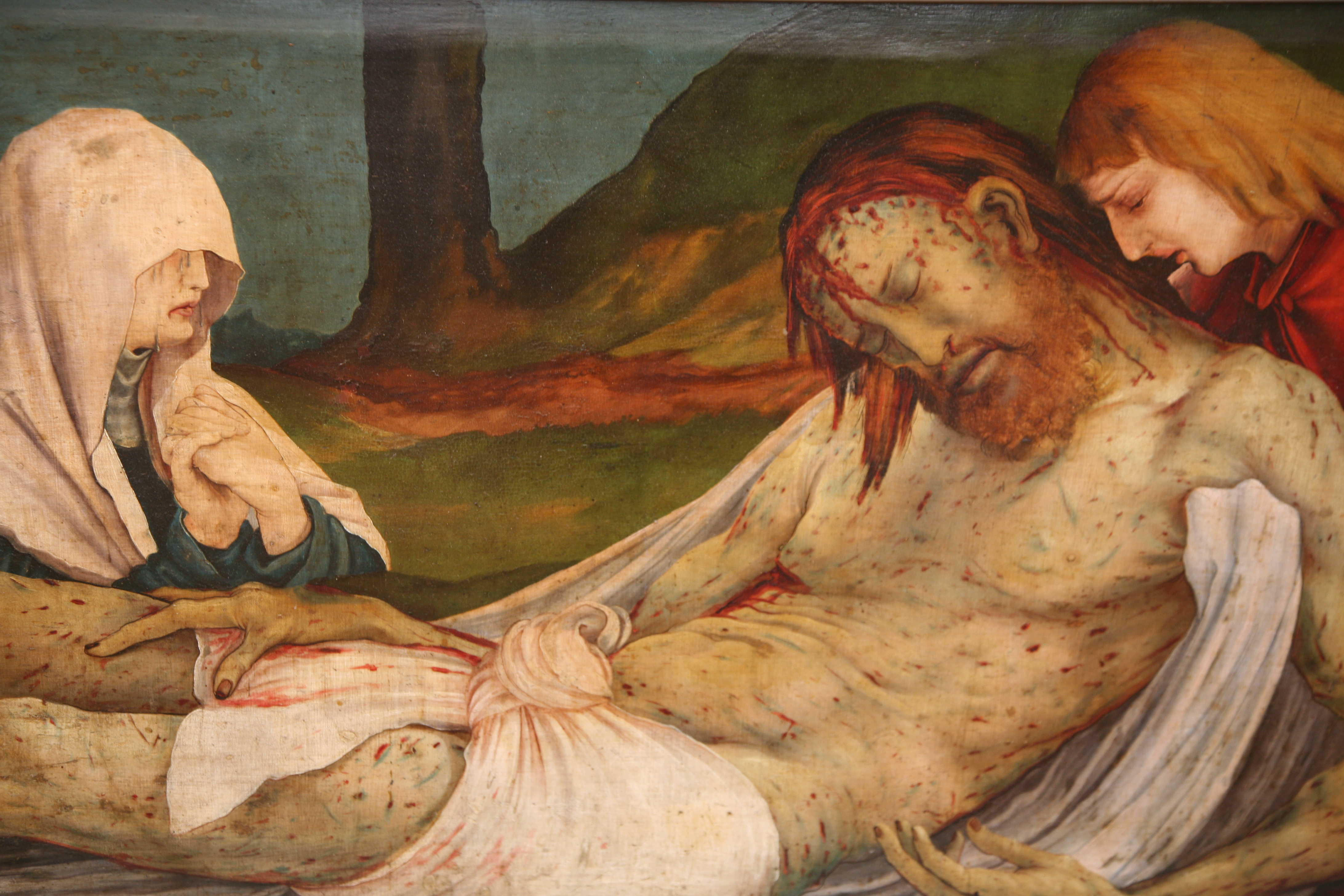
Grünewald – Grablegung, Detail aus der Predella des Isenheimer Altars (um 1510)

Die Grablegung Christi ist ein Bildtypus der westlichen christlichen Ikonografie. Die Szene der Passion Jesu ist chronologisch und ikonographisch einzuordnen zwischen die Bildtypen der Kreuzabnahme und der Beweinung Christi bzw. Pietà einerseits und der Auferstehung bzw. Himmelfahrt Christi andererseits. Die orthodoxe Tradition entwickelte den eigenständigen Typus der Grablegungsikone.

## Überlieferung

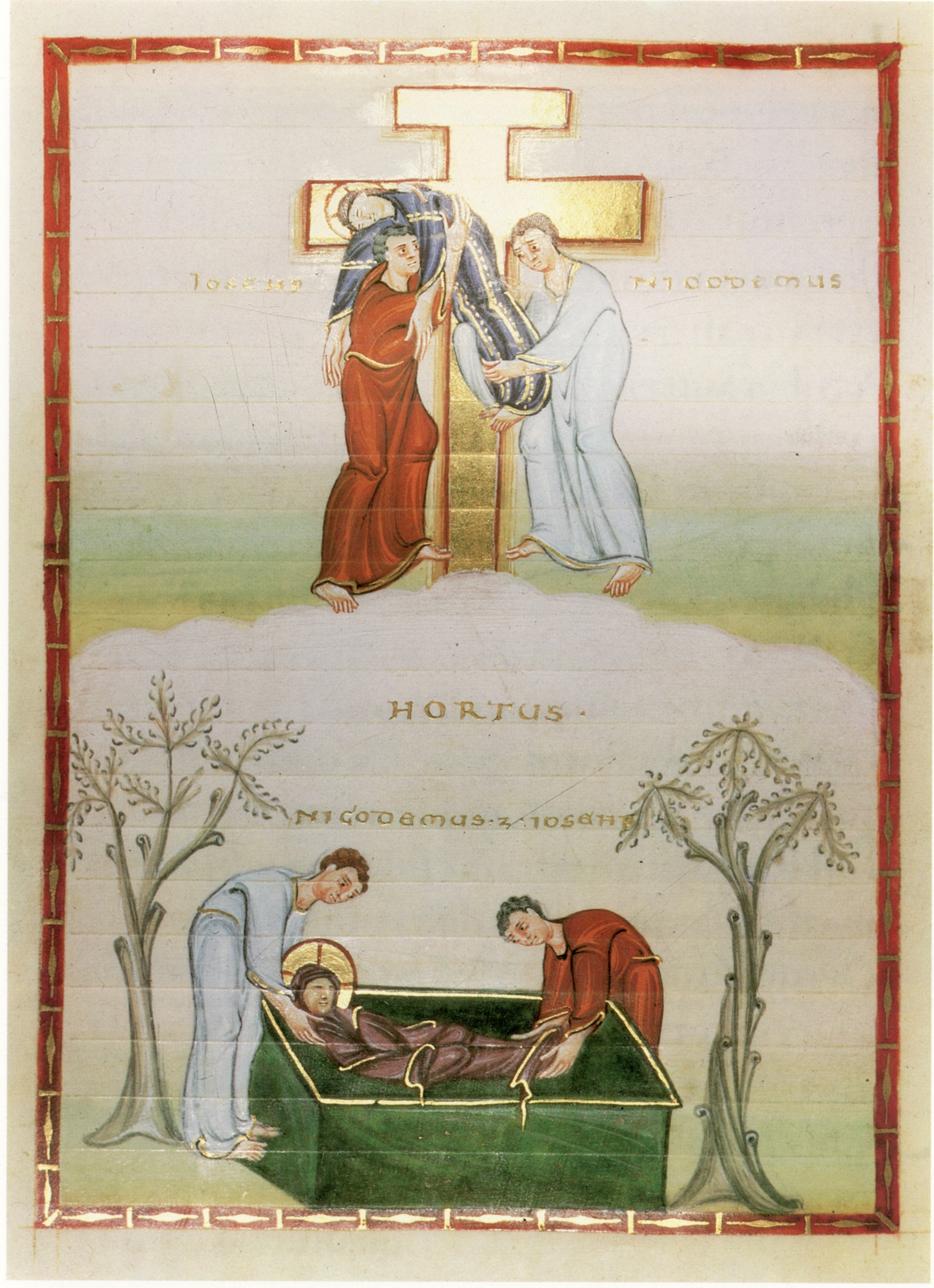
Codex Egberti – Kreuzabnahme und Grablegung (um 980)

Drei der vier Evangelisten (Mt 27,57–61 ; Mk 15,42–47 ; Lk 52–56 ) berichten – im Wesentlichen übereinstimmend – davon, dass Josef von Arimathäa nach dem Kreuzestod Jesu zu Pilatus ging und um die Herausgabe des Leichnams bat. Diesen nahm er vom Kreuz ab, hüllte ihn in ein Leinentuch und bestattete ihn in einem unbenutzten Felsengrab. Maria Magdalena und eine andere Frau namens Maria beobachteten, wohin der Leichnam gelegt wurde; anschließend bereiteten sie Salböle vor. Das Johannesevangelium (Joh 19,38–42 ) erwähnt darüber hinaus einen Mann namens Nikodemus, der eine Mischung von Aloe und Myrrhe mitbrachte und Josef von Arimathäa half, Jesus zu bestatten.

## Geschichte des Bildtypus
Die Bibel-Überlieferung erwähnt also maximal 2 männliche Personen, die bei der Beisetzung Jesu zugegen waren, während die Frauen das Geschehen lediglich von ferne beobachteten. Während die frühen Darstellungen der Grablegung sich – mit Ausnahme des Felsengrabes, an dessen Stelle in der Regel ein steinerner Sarkophag tritt – streng an den Bibeltext halten und nur wenige Personen zeigen, wird die Anzahl der Begleitfiguren – wie bei der Kreuzabnahme – mit zunehmender Popularität des Themas immer größer (ab dem 15. Jahrhundert sind es meist 6 bis 8). Seit dieser Zeit wird das Thema der Beweinung Christi oft mit in die Darstellungen der Grablegung integriert.

## Andachtsbild

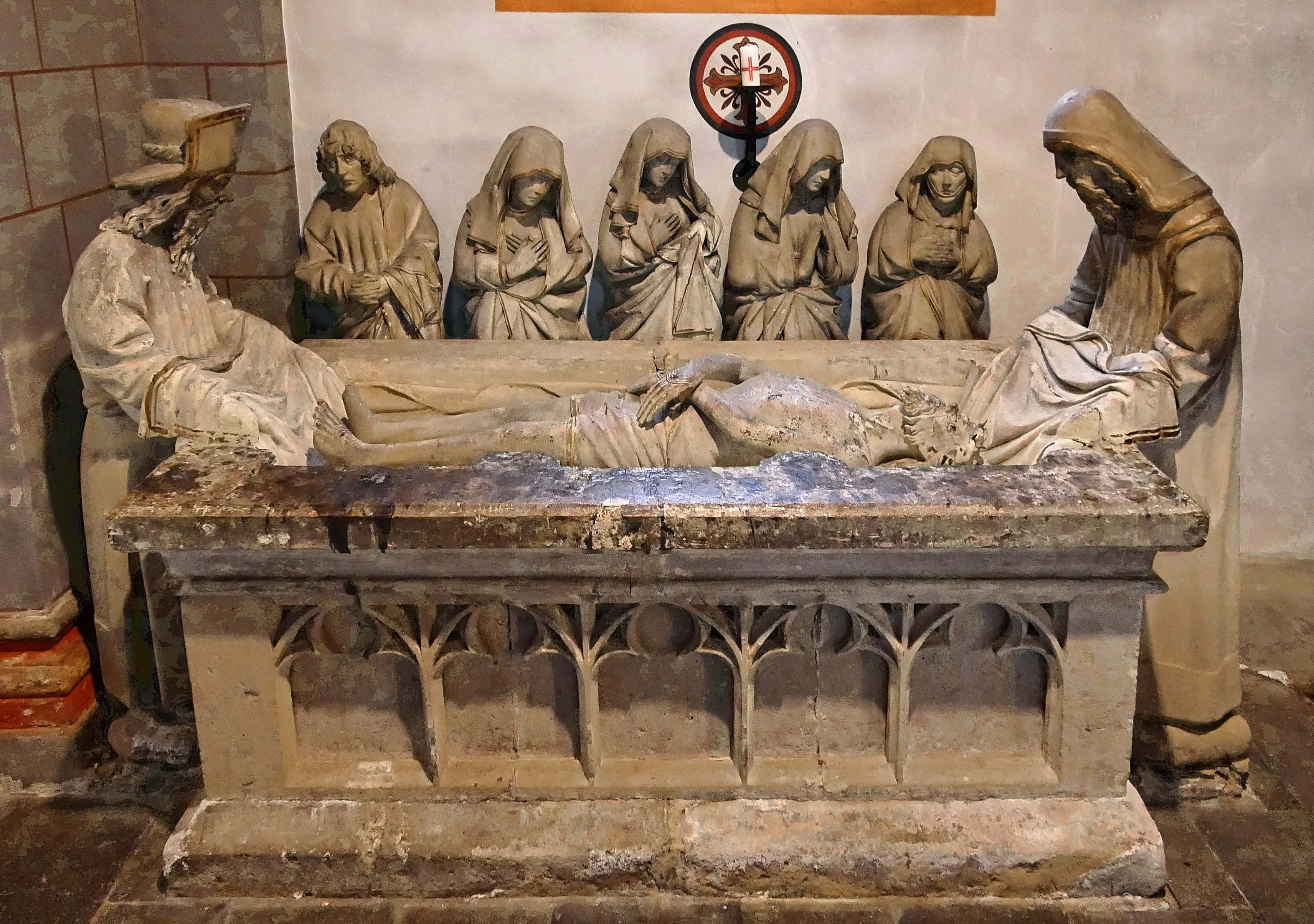
Grablegungsgruppe mit 7 Personen aus der Kirche Maria Himmelfahrt in Andernach (1525)

Die Tatsache der zunehmenden Anzahl der Begleitfiguren ist sehr wahrscheinlich darauf zurückzuführen, dass viele Gläubige nach einer direkteren Teilnahme am Heils- und Passionsgeschehen strebte. Dies führte vermutlich dazu, dass seit der Mitte des 14. Jahrhunderts und vor allem im 15. Jahrhundert eine Vielzahl von privaten oder öffentlichen Andachtsbildern entstanden. Das Konzil von Trient (1545–1563) erkannte die – schon seit langem bestehende – religionspädagogische Bedeutung der religiösen Darstellungen an.
Besonderes Merkmal der skulpturalen Grablegungsgruppen mit ihren oft nahezu lebensgroßen Figuren ist, dass sie in den meisten Fällen ebenerdig und meist in einer Seitenkapelle einer Kirche aufgestellt waren und sich somit von den distanzierten – üblicherweise erhöht hinter dem Altar stehenden oder an einer Wand hängenden – Bildern abgrenzen. Die Menschen konnten (und sollten) nahe an die Figurengruppen herantreten und sich als Teil des Geschehens fühlen. Leid, Tod und Trauer im Schicksal des göttlichen Erlösers und der ihn umgebenden Personen werden dadurch vergegenwärtigt und auf die individuelle Erfahrungsebene heruntergeholt.

## Historischer Hintergrund

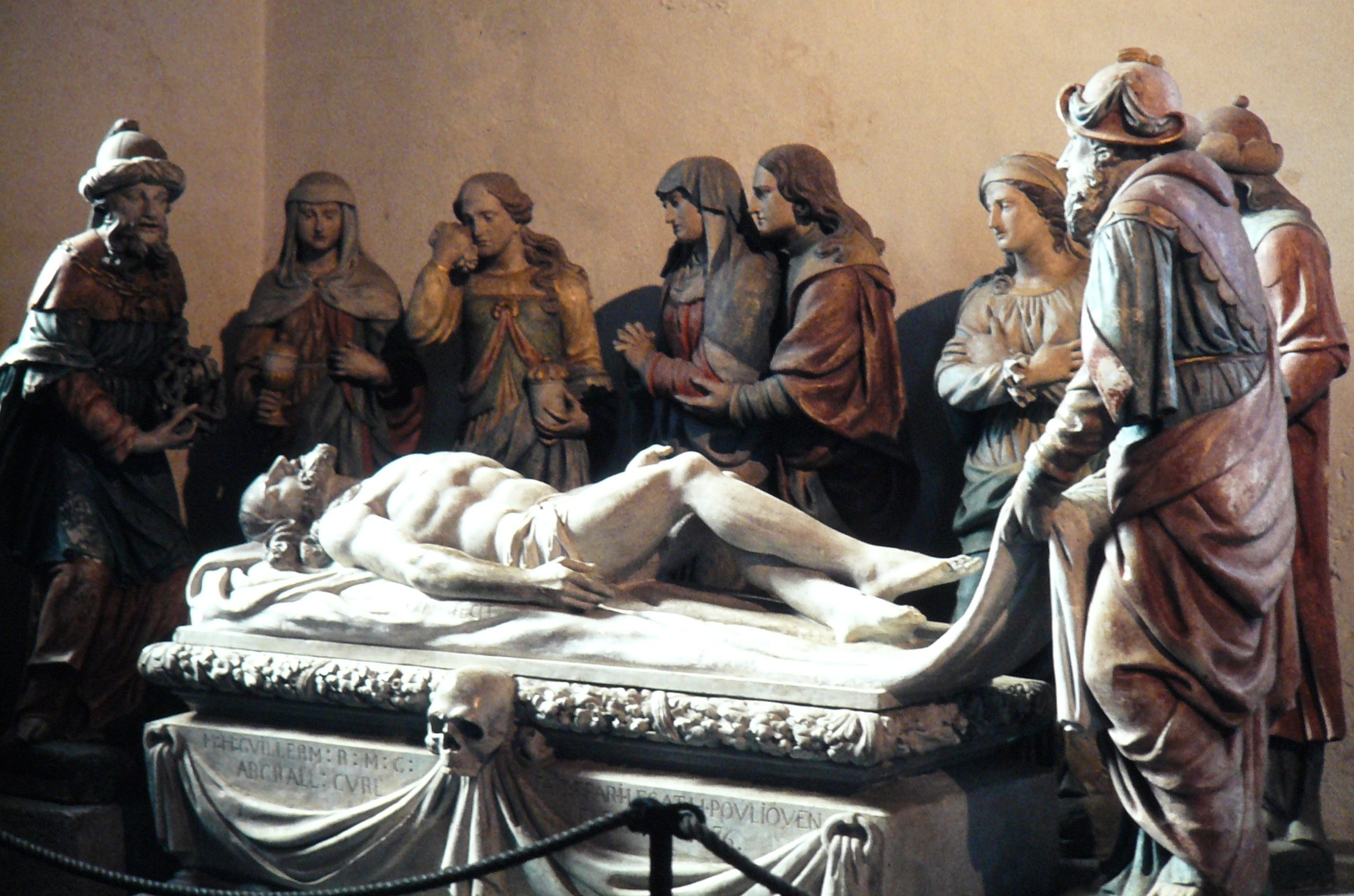
Grablegungsgruppe mit 8 – nahezu lebensgroßen – Begleitfiguren aus der Pfarrkirche von Lampaul-Guimiliau in der Bretagne (1676)

Die Entstehung und Ausbreitung des Vielfigurentypus der Grablegungen deckt sich zeitlich ziemlich genau mit den großen Pestepidemien in Europa. Krankheit und Tod, Schmerz und Trauer wurden zu beinahe alltäglichen Lebenserfahrungen. Fragen nach dem Sinn des Leidens und des Sterbens wurden häufiger gestellt und durch den Verweis auf Christi Leiden und Tod schien eine Verarbeitung der unbegreiflichen und schmerzvollen Erfahrungen während der nicht enden wollenden Pest- und anschließenden Hungerjahre leichter möglich. Dies ist eine mögliche Erklärung dafür, dass Darstellungen der Grablegung – aber auch andere Szenen aus der Leidensgeschichte Christi – in weiten Teilen Europas so populär waren. Das zentrale Motiv der christlichen Heilslehre – die Auferstehung – tritt jedenfalls gegenüber den Passionsdarstellungen der Zeit quantitativ in den Hintergrund.
Die „Grablegung“ ist üblicherweise auch die 14. und letzte Station der etwa zur gleichen Zeit aufkommenden geschnitzten oder gemalten Kreuzwegdarstellungen, bei denen die Menschen den Leidensweg Christi physisch und psychisch selbst nachvollziehen können.

## Berühmte Gemälde
Nahezu alle berühmten Maler von der Spätgotik bis zum Barock haben sich – manchmal mehrfach – mit dem Thema „Grablegung“ in ihrem Werk auseinandergesetzt:
- Die Grablegung Christi, Tafelbild von Michelangelo Buonarroti (um 1500/01)
- Grablegung Christi, Gemälde von Raffael (1507), Galleria Borghese
- Predella des Isenheimer Altars, Matthias Grünewald (1506–15)
- Grablegung, Glasfenster des Klosters Steinfeld (1539–40) im Victoria and Albert Museum, London.
- Grablegung Jesu (Chevaigné), Bretagne (1550), Glasfenster
- Die Grablegung Christi, Gemälde von Michelangelo Merisi da Caravaggio (1602–1604)

## Galerie

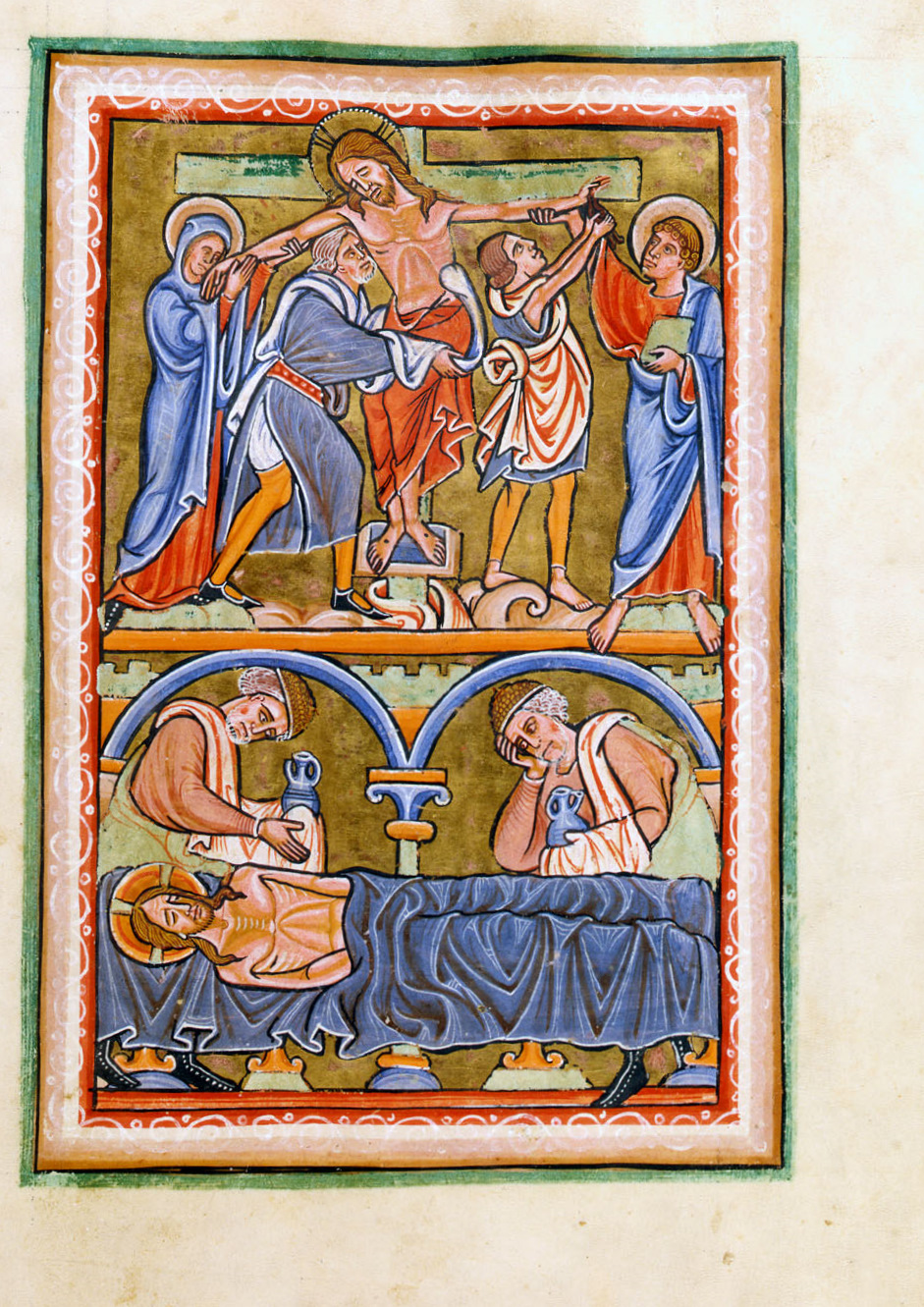
St. Louis Psalter – Kreuzabnahme und Grablegung (um 1200), Univ.-Bibliothek, Leiden
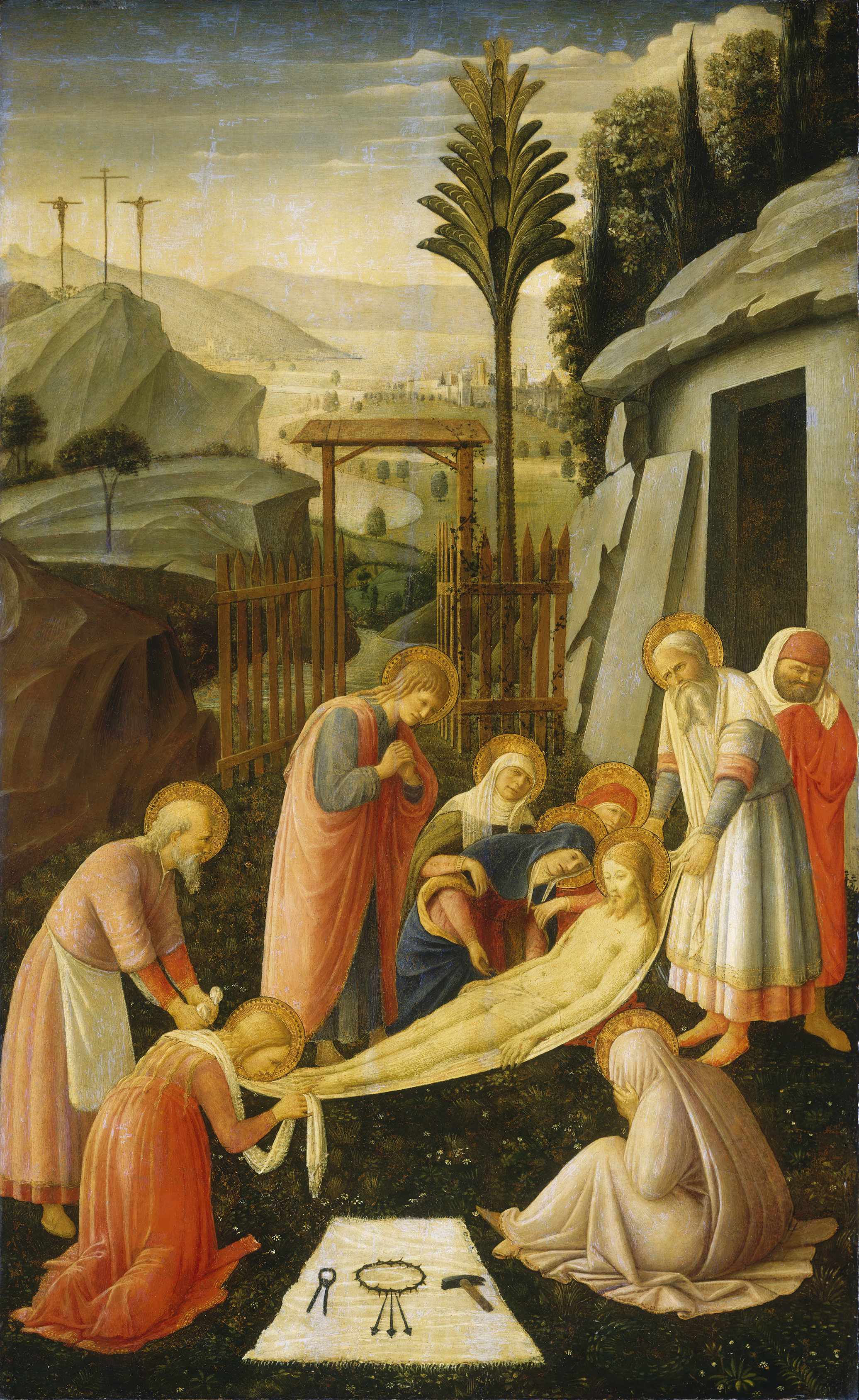
Fra Angelico(?) – Grablegung (um 1450), National Gallery of Art, Washington
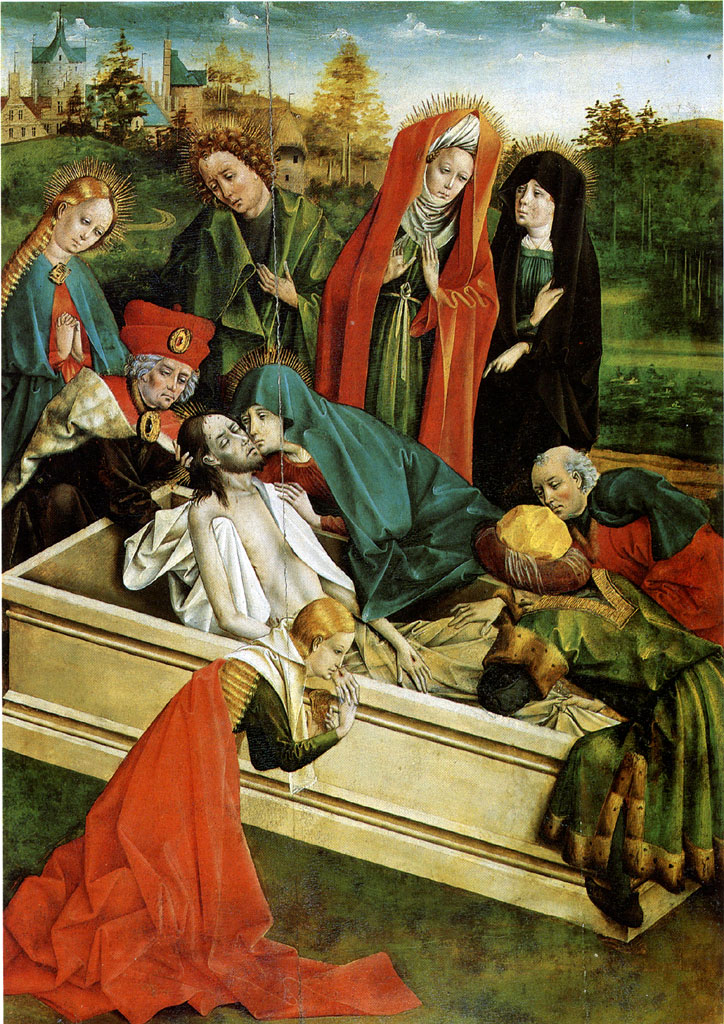
Johann Koerbecke – Grablegung (um 1457), Marienfelder Altar, Münster
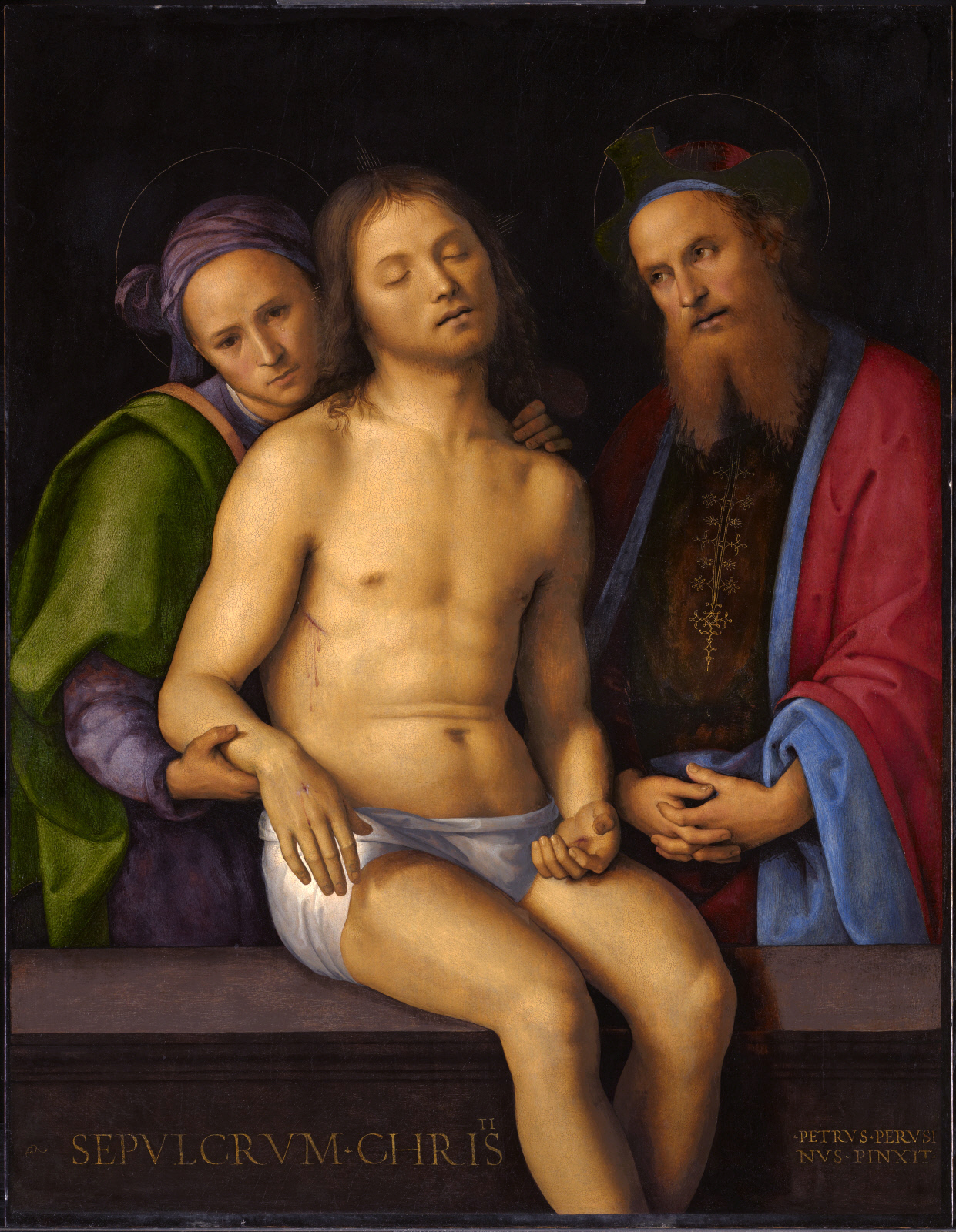
Perugino – Grablegung (um 1495), Clark Art Institute, Williamstown, Mass.
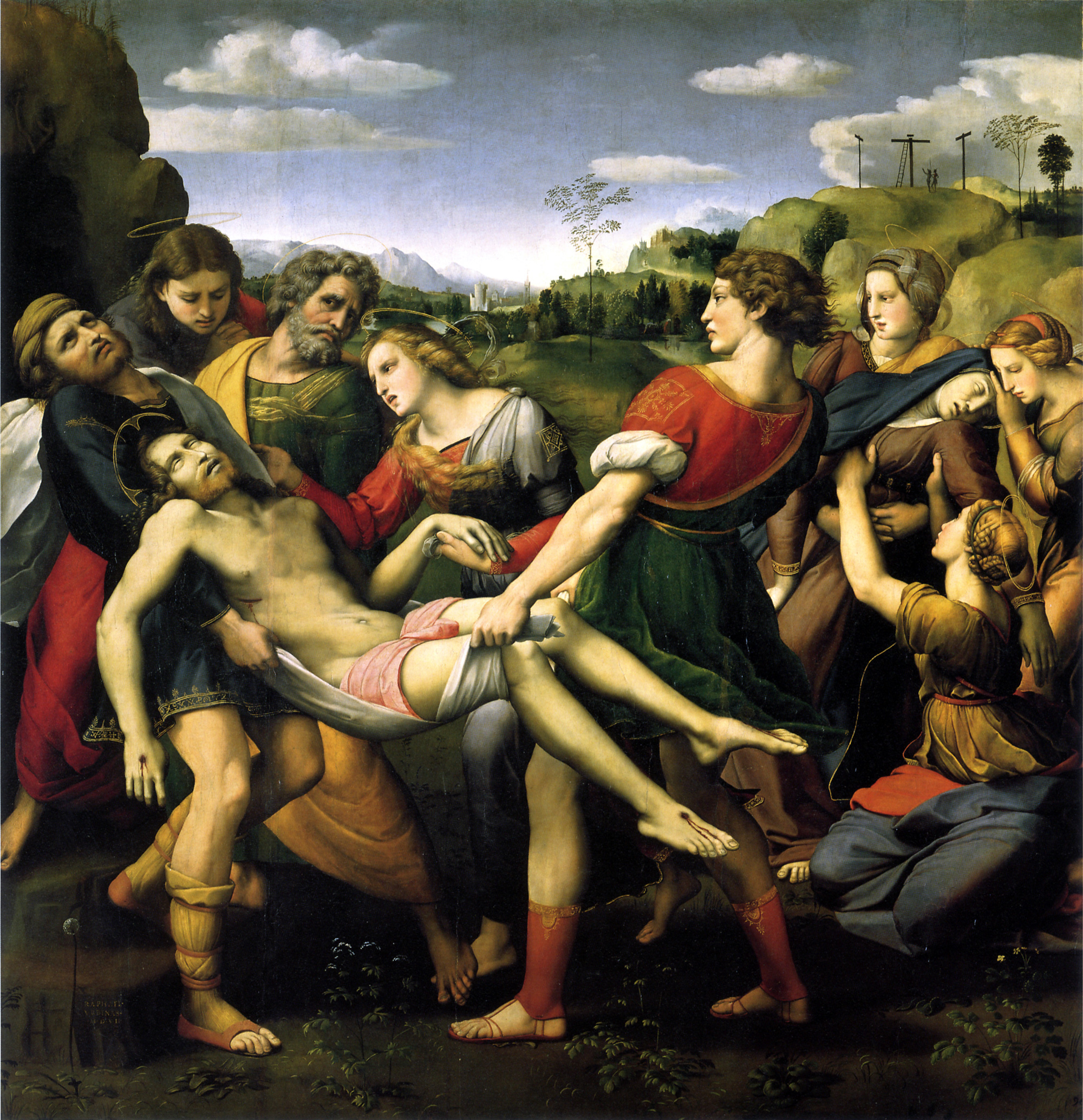
Raffael – Grablegung (datiert 1507), Villa Borghese, Rom
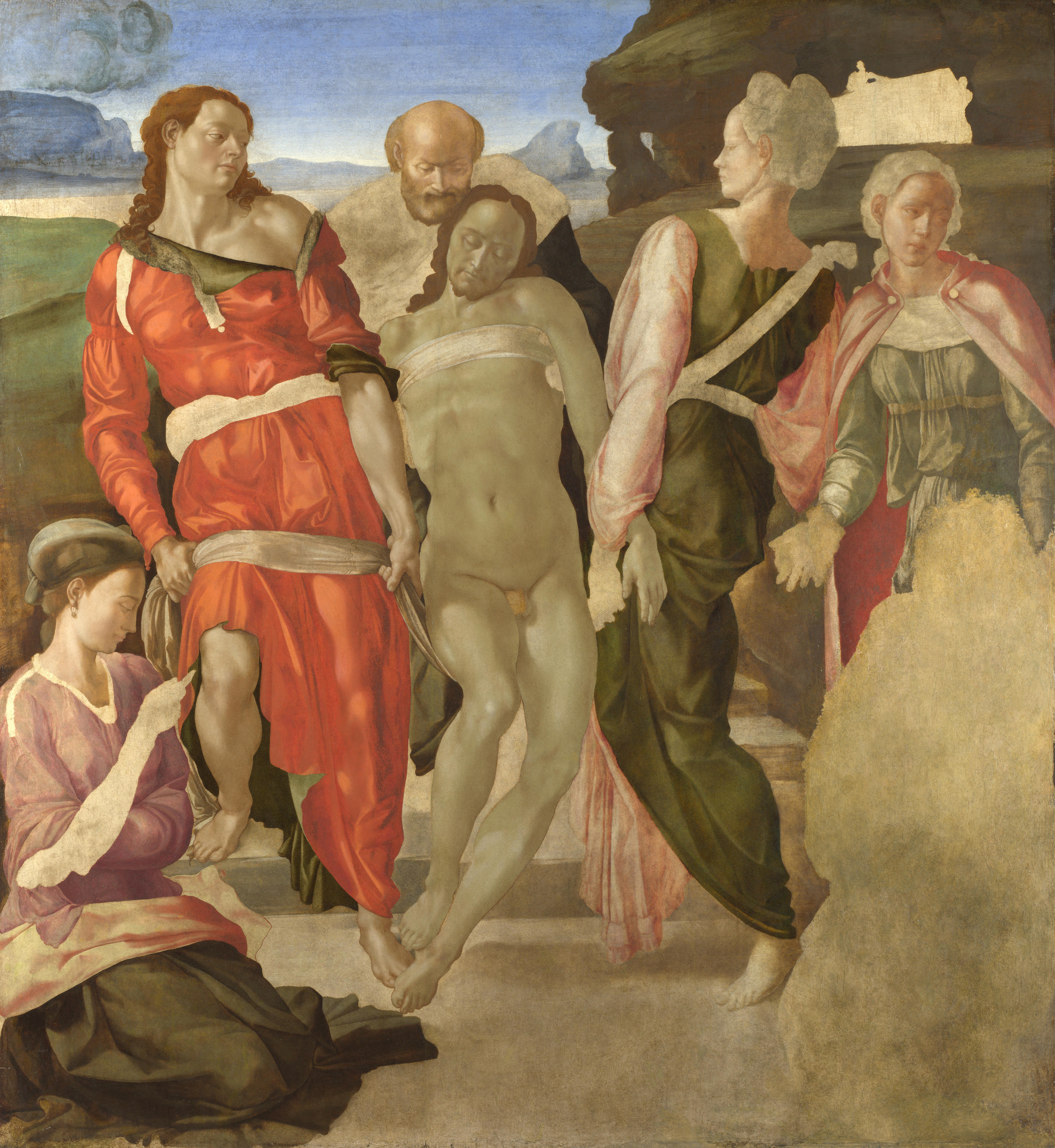
Michelangelo – Grablegung (um 1510), National Gallery (London)
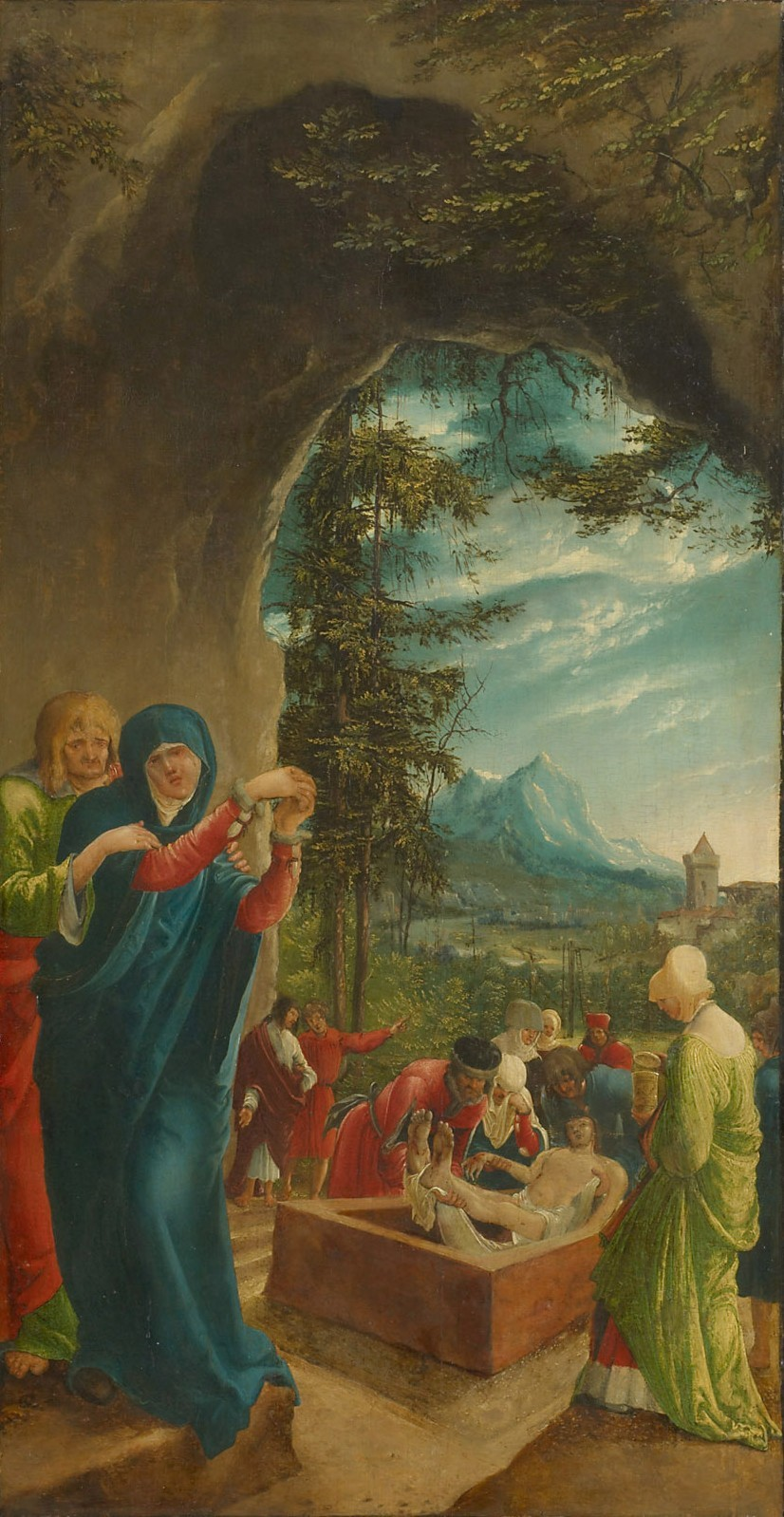
Albrecht Altdorfer – Grablegung u. Beweinung (um 1516), KHM Wien
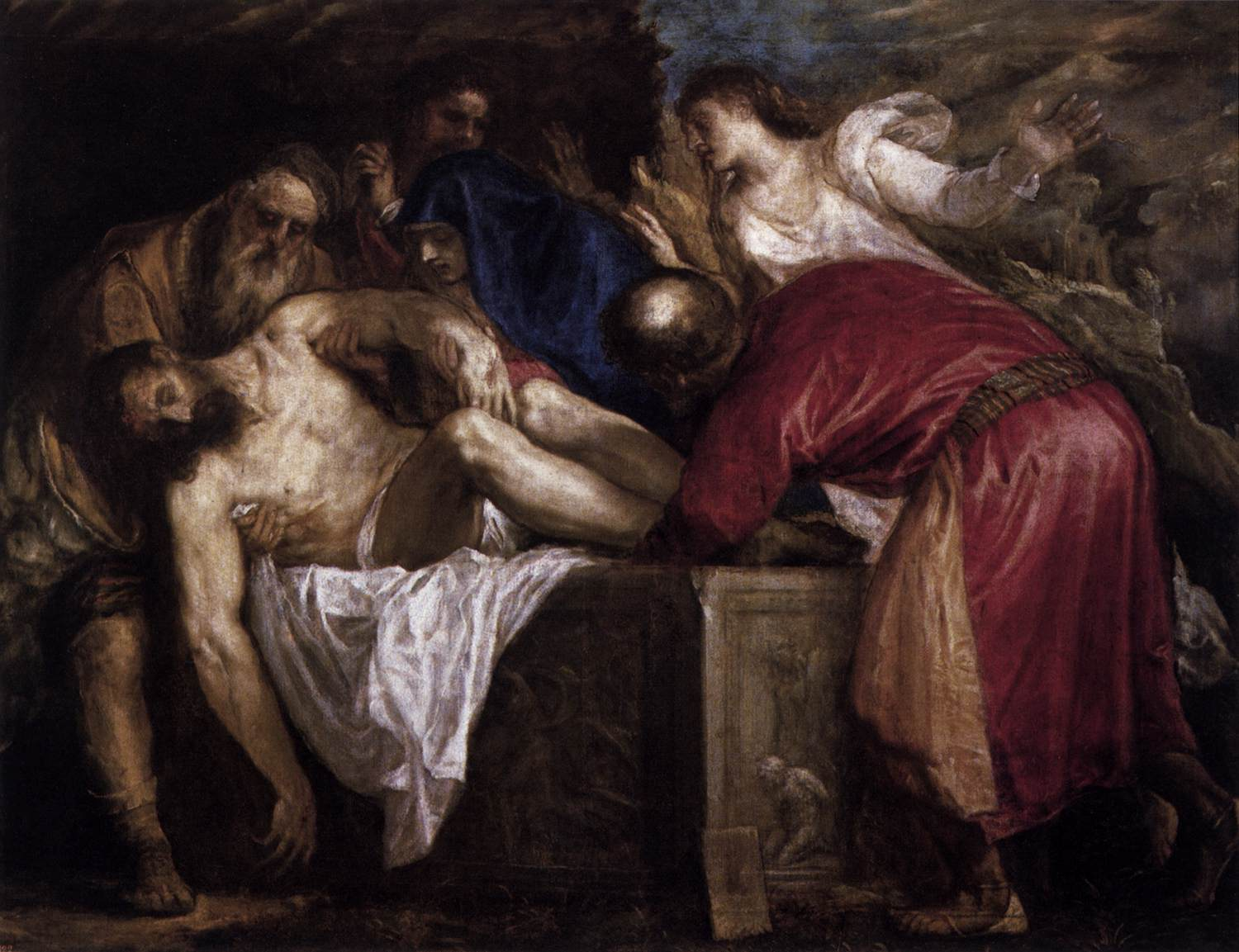
Tizian – Grablegung (um 1560), Museo del Prado, Madrid
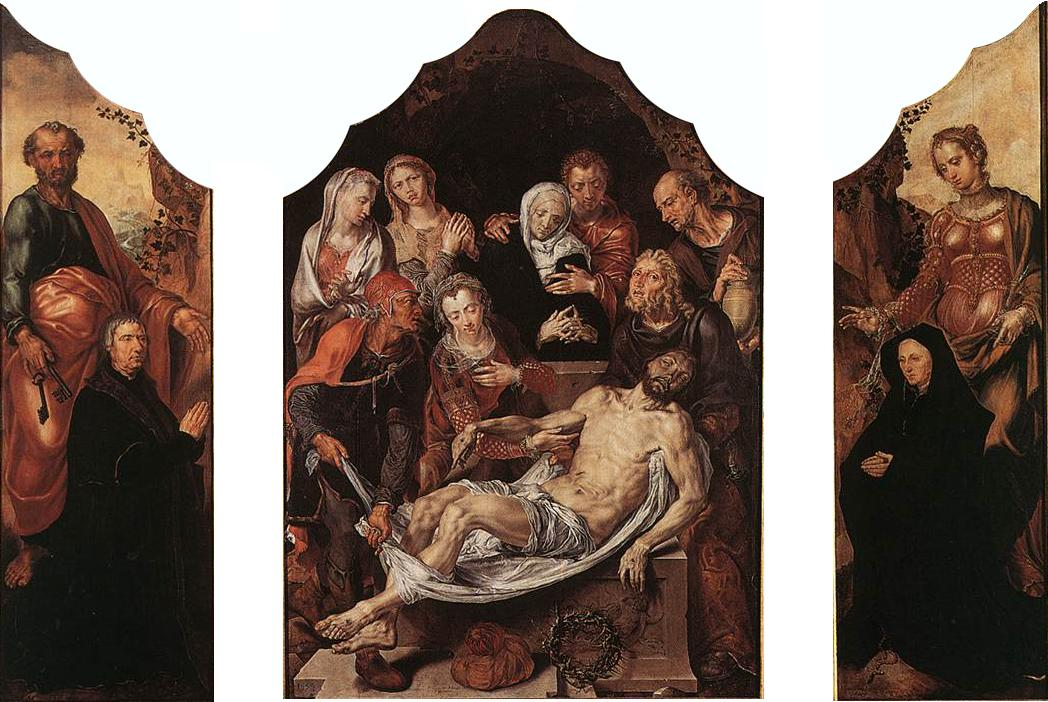
Maarten van Heemskerck – Grablegung (um 1560), Museum der Schönen Künste, Brüssel
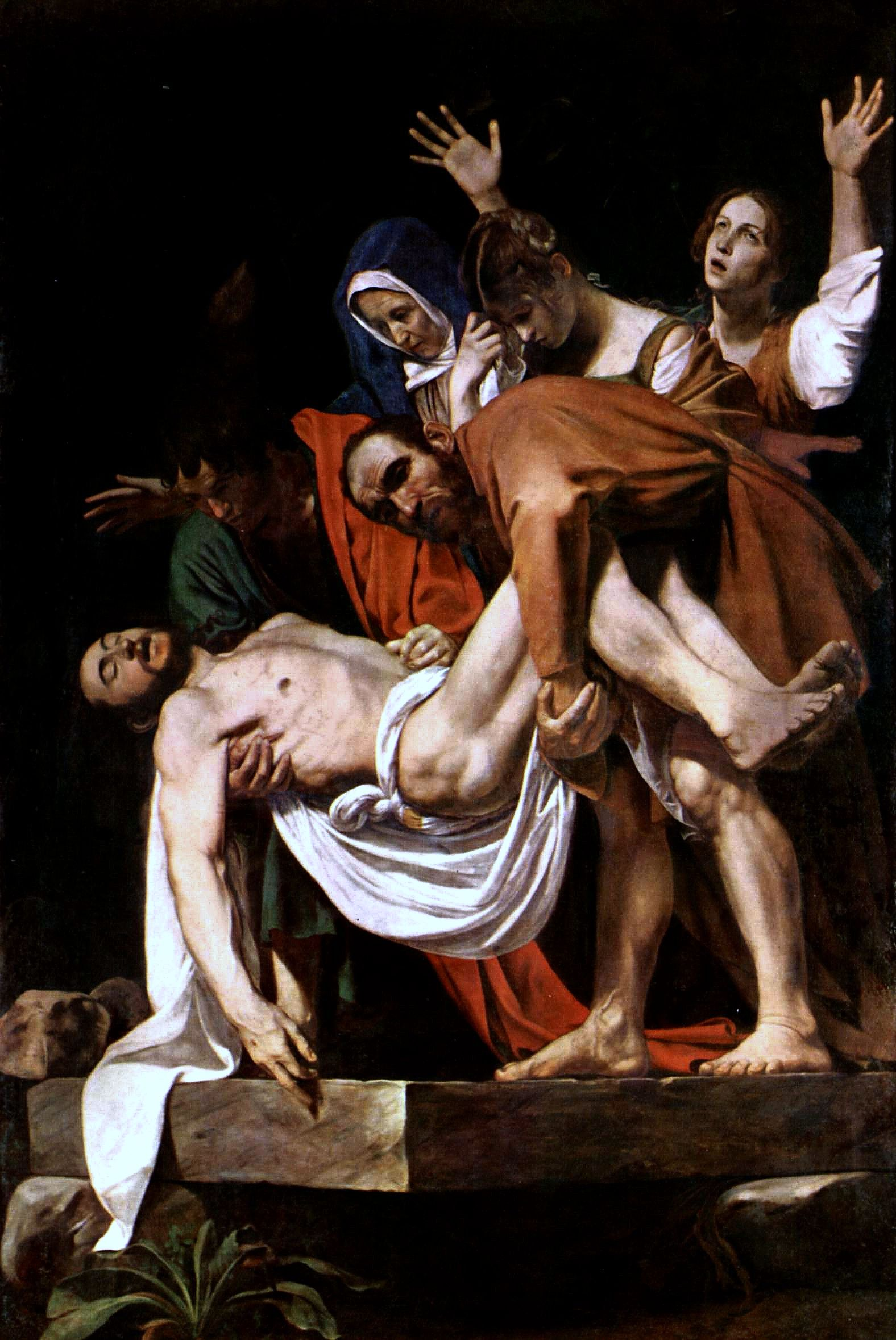
Caravaggio – Grablegung (um 1603), Vatikanische Pinakothek, Rom
Peter Paul Rubens – Grablegung (um 1615), Courtauld Institute of Art, London
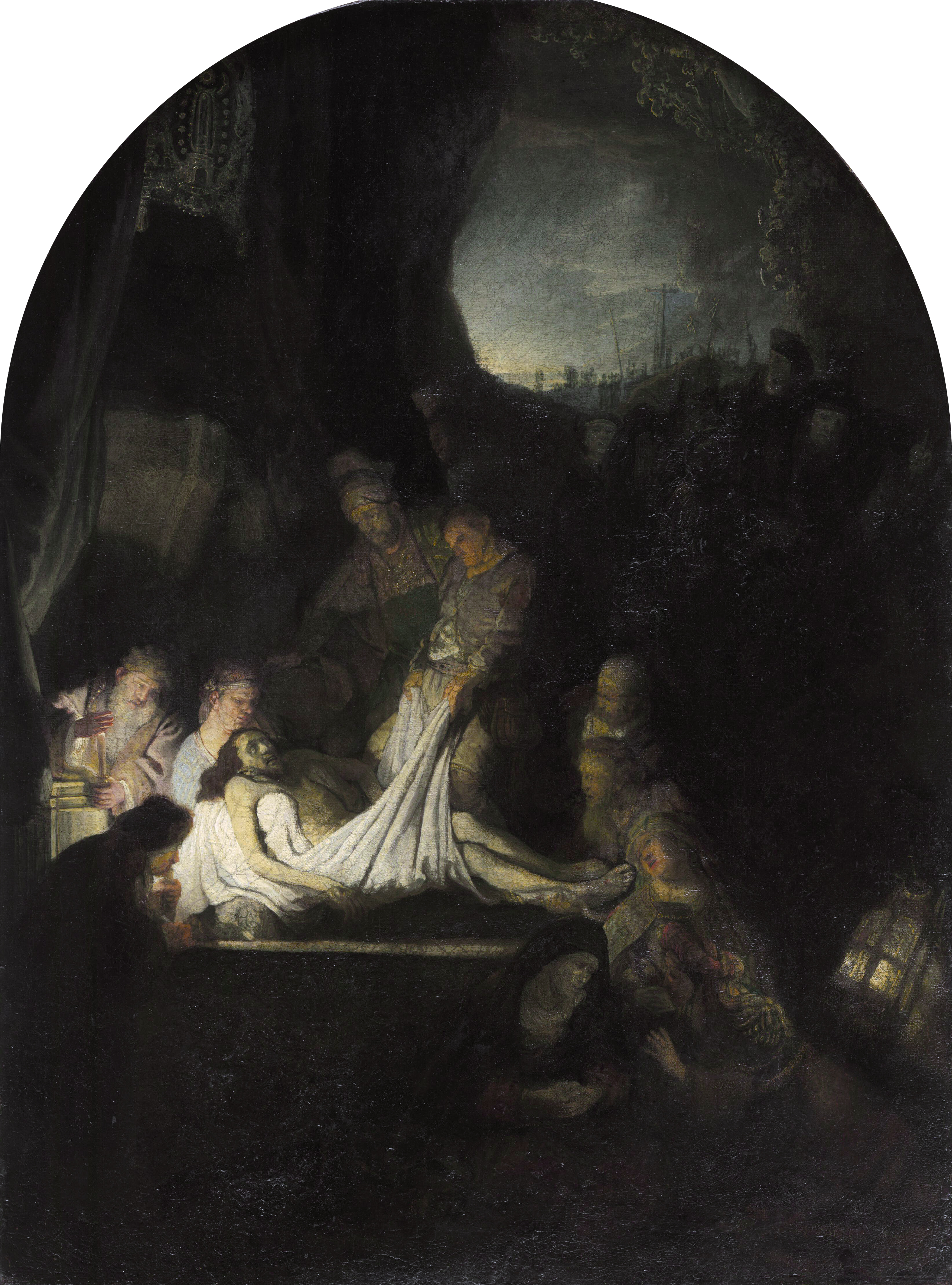
Rembrandt – Grablegung (um 1645), Alte Pinakothek, München